# Jaryczów Stary
Jaryczów Stary (ukr. Старий Яричів, trb. Staryj Jarycziw, trl. Staryi Yarychiv) – wieś w rejonie lwowskim obwodu lwowskiego. Pierwszą szkołę - parafialną dla włościan ufundował Walerian Dzieduszycki. W II Rzeczypospolitej miejscowość była siedzibą gminy wiejskiej Jaryczów Stary w powiecie lwowskim. Wieś liczy 1746 mieszkańców. 
W latach 1944–1945 nacjonaliści ukraińscy z OUN-UPA zamordowali tutaj 6 Polaków.
W 1894 r. w Jaryczowie Starym urodziła się Zofia Baltarowicz-Dzielińska, polska rzeźbiarka.